# Software de gestión de la cadena de suministro
El software de administración de la cadena de suministro (SCMS) es la herramienta de software que se utiliza para ejecutar transacciones de la cadena de suministro, administrar las relaciones con los proveedores y controlar los procesos empresariales asociados.
Si bien la funcionalidad en tales sistemas puede a menudo ser amplia, comúnmente incluye [cita necesaria]:
1. Procesamiento de requisitos del cliente
2. Procesamiento de orden de compra
3. Ventas y distribuciones
4. Gestión del inventario
5. Recepción de mercancías y gestión de almacenes
6. Gestión de proveedores / Abastecimiento

Un requisito de muchos SCMS a menudo incluye el pronóstico. Estas herramientas a menudo intentan equilibrar la disparidad entre la oferta y la demanda mediante la mejora de los procesos comerciales y el uso de algoritmos y análisis de consumo para planificar mejor las necesidades futuras. El SCMS también suele incluir tecnología de integración que permite a las organizaciones comerciar electrónicamente con socios de la cadena de suministro.
Asimismo, la integración estrecha con el sistema financiero es indispensable para la mayoría de las compañías que están involucradas en la gestión de la cadena de suministro. Por lo tanto, la mayoría de los sistemas de software disponibles en la actualidad están integrados con finanzas, cuentas por pagar, cuentas por cobrar y el Libro Mayor. Esto facilita la administración de la contabilidad para las organizaciones. Un proceso de compras y ventas estrechamente integrado permite a las organizaciones manejar sus actividades diarias con menos esfuerzo.

## Cambio a la tecnología basada en la nube (SaaS)
La adopción de SCMS está creciendo más rápido que el mercado de software de aplicaciones empresariales más amplio. Los ingresos anuales de SCMS (tanto en las instalaciones como en SaaS) alcanzaron los $ 10 mil millones en 2014, un aumento del 12 por ciento con respecto a 2013.
Si bien el software basado en premisas fue aún más utilizado que las soluciones de SaaS para SCMS en 2014, Gartner proyecta que aproximadamente dos tercios del crecimiento en la adopción de SCMS entre 2015 y 2018 se basará en el modelo de suscripción de SaaS, impulsado por una creciente realización de los beneficios de los servicios basados en la nube. El mercado de SCMS basado en SaaS, creció aproximadamente un 24 por ciento en 2014 y se proyecta que continúe creciendo a una tasa de crecimiento anual compuesta (CAGR) del 19 por ciento, alcanzando $ 4.4 mil millones en ventas anuales para 2018.